# Núcleo externo
O núcleo externo é a camada terrestre que se situa entre o núcleo interno (sólido) e o manto terrestre. Ele é formado por ferro que se apresenta em estado líquido, enquanto o núcleo interno se encontra no estado sólido. Essa descoberta se deve em grande parte ao estudo das ondas sísmicas e da sismologia.
É essa região que forma o campo magnético da Terra. O campo é causado devido a movimentação do fluido condutor de eletricidade, em um fenômeno parecido com o movimento das bobinas em um gerador elétrico.
Atualmente, cientistas acreditam que o núcleo externo está ligado à inversão da polaridade magnética do planeta, ocorrida no passado.
| Corte do interior terrestre, do núcleo para a exosfera. Sem escala. | Profundidade km | Camada           | Densidade g/cm³ |
| ------------------------------------------------------------------- | --------------- | ---------------- | --------------- |
| Corte do interior terrestre, do núcleo para a exosfera. Sem escala. | 0–60            | Litosfera        | —               |
| Corte do interior terrestre, do núcleo para a exosfera. Sem escala. | 0–35            | … Crosta         | 2.2–2.9         |
| Corte do interior terrestre, do núcleo para a exosfera. Sem escala. | 35–60           | … Manto superior | 3.4–4.4         |
| Corte do interior terrestre, do núcleo para a exosfera. Sem escala. | 35–2890         | Manto            | 3.4–5.6         |
| Corte do interior terrestre, do núcleo para a exosfera. Sem escala. | 100–700         | … Astenosfera    | —               |
| Corte do interior terrestre, do núcleo para a exosfera. Sem escala. | 2890–5100       | Núcleo externo   | 9.9–12.2        |
| Corte do interior terrestre, do núcleo para a exosfera. Sem escala. | 5100–6378       | Núcleo interno   | 12.8–13.1       |